# 今週のヒット速報
『今週のヒット速報』（こんしゅうのひっとそくほう）は、1967年4月7日から1971年5月7日まで一部フジテレビ系列局で放送されていたフジテレビ製作の歌謡番組である。正式タイトルは製作局名付きの『フジテレビ 今週のヒット速報』。放送時間は毎週金曜 20:00 - 20:56 （日本標準時）。当初はモノクロ放送だったが、1969年2月28日からカラー放送となった。

## 概要
同時期にTBS系列で放送されていた『TBS歌のグランプリ』などと同様に、ランキング方式を採用した歌謡番組の源流的存在である。後に同じくフジテレビ系列でスタートした『夜のヒットスタジオ』や『歌うロマンスタジオ』などと一定の役割分担が為されており、『夜ヒット』などが歌謡バラエティ・歌謡トークショー路線で、『歌うロマンスタジオ』がワンマンショー、あるいは懐メロの路線で売り出したのに対し、この番組はあくまでも最新ヒット歌謡を一番の目玉としていた。
当初は当時の人気司会者だった高橋圭三（フリーアナウンサー）が司会を、松任谷国子がアシスタントを務め、小林大輔（当時フジテレビアナウンサー）がインフォメーションを担当していたが、1970年4月からは二谷英明・白川由美夫妻がメインを、小林が進行役を務めるようになった。さらに、同年10月からは根上淳・和泉雅子・小林のトリオで行われるようになった。
広島県では、当時フジテレビ系列と日本テレビ系列のクロスネット局だった広島テレビではなく、NET系列の広島ホームテレビで放送されていた。同局は『歌謡ヒットプラザ』の途中までフジテレビ製作の歌謡番組シリーズをネットし続けており、広島テレビは当時『銭形平次』（フジテレビ製作、時差ネット）→『三菱ダイヤモンド・アワー』（日本テレビ製作、同時ネット）をネットしていた。逆にフジテレビ系列に属していても、クロスネット局だったためにこの番組をネットしない局もあった。
・演奏 - 宮間利之とニューハード
・指揮 - 宮間利之

## 放送局
- フジテレビ（製作局）
- 札幌テレビ
- 秋田テレビ（1969年10月の開局時から）
- 山形テレビ（1970年4月の開局時から）
- 仙台放送
- 富山テレビ（1969年4月の開局時から）
- 石川テレビ（1969年4月の開局時から）
- 福井テレビ（1969年10月の開局時から）
- 長野放送（1969年4月の開局時から）
- テレビ静岡（1968年12月の開局時から）
- 東海テレビ
- 関西テレビ
- テレビ岡山（1969年4月の開局時から）
- 広島ホームテレビ（1970年12月の開局時から）
- テレビしまね（1970年4月の開局時から）
- テレビ山口[4]（1970年4月の開局時から）
- テレビ愛媛（1969年12月の開局時から）
- テレビ西日本
- サガテレビ（1969年4月の開局時から）
- テレビ長崎（1969年4月の開局時から）
- テレビ熊本（1969年4月の開局時から）
- テレビ宮崎（1970年4月の開局時から）
- 鹿児島テレビ（1969年4月の開局時から）
- 沖縄テレビ
- ほか

## エピソード
当時同じくフジテレビ系列局で放送されていた『スペクトルマン』に登場するバクラー、バロンザウルス、サタンキング、モッグス等の怪獣が、この番組に着ぐるみで登場したことがある。そして本番組司会の小林も、『スペクトルマン』第2話（第2話放送当時の番組タイトルは『宇宙猿人ゴリ』）に本人役でゲスト出演したことがある。